# 통발 (식물)
통발은 여러해살이풀로서 물 속에서 생활한다. 줄기는 가늘고 길며 가로 뻗는데, 뿌리가 없으며 물 위에 뜬다. 잎은 깃꼴로 잘게 갈라져 있으며 빽빽하게 달리는데, 그 일부는 벌레를 잡는 주머니가 되어 있다. 여름에서 가을에 걸쳐 꽃줄기의 윗부분에는 3-6cm의 꽃자루를 가진 5개 정도의 황색 꽃들이 달리는데, 열매는 열리지 않는다. 한편, 겨울에는 줄기 끝에 공 모양의 눈이 생기며, 물 밑에 가라앉아 겨울을 보낸다. 주로 연못이나 늪에서 자라며 한국에서는 제주·경남·경기·황해·평북·함남 등지에 분포하고 있다.
통발에는 많은 벌레잡이주머니가 달려 있다. 벌레잡이주머니에는 안테나 같은 긴 털이 있는데, 벌레가 이 털을 살짝 건드리기만 해도 벌레잡이주머니에 달린 문이 열리며 물과 함께 벌레가 빨려들어 간다.
벌레잡이주머니를 ‘포충낭’이라고 하는데, 3~5밀리미터 정도밖에 안 되는 작은 발달모양이다. 그 속은 평소에 공기가 없는 진공 상태라서 언제든 벌레가 안테나 같은 긴 털에 닿기만 하면 진공 청소기처럼 빨아들이는 것이다. 이 안테나 같은 긴 털을 ‘감각모’라고 한다. 아주 예민해서 먹이를 잡는 데 중요한 역할을 한다.

## 참고사항
식충식물중 포획형은 벌레가 닿으면 재빨리 잡아채는 덫을 이용해 먹이를 잡는 방법을 이용한다. 포획형 식충식물은 물에서 사는 통발, 벌레말이말과 육지에서 사는 파리지옥, 땅귀개, 이삭귀개 등이 있다.